# Синтемеріє
Синтемеріє (рум. Sântămărie) — село у повіті Алба в Румунії. Входить до складу комуни Четатя-де-Балте.
Село розташоване на відстані 251 км на північний захід від Бухареста, 47 км на північний схід від Алба-Юлії, 72 км на південний схід від Клуж-Напоки, 130 км на північний захід від Брашова.

## Населення
За даними перепису населення 2002 року у селі проживали 314 осіб.
Національний склад населення села:
| Національність | Кількість осіб | Відсоток |
| -------------- | -------------- | -------- |
| угорці         | 170            | 54,1%    |
| румуни         | 139            | 44,3%    |
| цигани         | 5              | 1,6%     |

Рідною мовою назвали:
| Мова      | Кількість осіб | Відсоток |
| --------- | -------------- | -------- |
| угорська  | 169            | 53,8%    |
| румунська | 145            | 46,2%    |